# López vol. 1
López vol. 1 o también llamado simplemente Vol.1, es el primer trabajo de la banda chilena López, lanzado de manera digital el 27 de mayo de 2016.
Tras la publicación de los sencillos Me voy y Lo que pudo ser en 2015, la banda liderada por los hermanos Álvaro López y Gonzalo López, exintegrantes de Los Bunkers, lanzó a mediados del 2016 el EP, que contiene seis canciones.
El EP fue producido de Mauro Galleguillos y fue grabado en los estudios Triana. Las letras fueron escritas por Álvaro, en conjunto con Martina Lecaros. Además de Álvaro en guitarra y Gonzalo en bajo, Diego Fuchslocher estuvo a cargo de la batería y Martín Benavides de los teclados. 
La versión física del disco sería lanzada el 27 de abril de 2018.

## Lista de canciones
Todas las canciones escritas y compuestas por Álvaro López y Martina Lecaros. 
| N.º   | Título                    | Duración |  |
| 1.    | «Tanto di»                | 5:02     |  |
| 2.    | «Un drogadicto que murió» | 4:36     |  |
| 3.    | «Me voy»                  | 4:11     |  |
| 4.    | «Las fórmulas mágicas»    | 3:39     |  |
| 5.    | «Lo que pudo ser»         | 4:58     |  |
| 6.    | «Respirando bajo el agua» | 5:47     |  |
| 28:13 |                           |          |  |

## Créditos
- Álvaro López: guitarra y voz.
- Gonzalo López: bajo.
- Diego Fuchslocher: batería.
- Martín Benavides: teclados.